# 伊格爾波因特鎮區 (明尼蘇達州馬歇爾縣)
伊格爾波因特鎮區（英語：Eagle Point Township）是位於美國明尼蘇達州馬歇爾縣的一個行政鎮區。

## 歷史
伊格爾波因特鎮區於1890年設立，得名自當地樹林中的一個鷹巢。

## 地方資料
伊格爾波因特鎮區的面積為73.30平方千米，當中陸地面積為72.44平方千米，而水域面積為0.85平方千米。根據2020年美國人口普查的數據，當地共有人口10人，而人口密度為每平方千米0.14人。